# Hayesiana triopus
Hayesiana triopus là một loài bướm đêm thuộc họ Sphingidae. Loài này có ở Nepal, đông bắc Ấn Độ, phía nam Trung Quốc và Thái Lan.
Sải cánh khoảng 64–78 mm. 
Đây là một loài sống ban ngày with a fast but bumbling flight. Adults are attracted to the flowers của Agapanthus africanus in Hong Kong.
Ấu trùng được ghi nhận ăn các loài Adina globiflora ở Ấn Độ.